# Coelogyne ustulata
Coelogyne ustulata é uma espécie de orquídea epífita, família Orchidaceae, originária de Myanmar.